# Östra Vemmerlövs socken
Östra Vemmerlövs socken i Skåne ingick i Järrestads härad, uppgick 1969 i Simrishamns stad och området ingår sedan 1971 i Simrishamns kommun och motsvarar från 2016 Östra Vemmerlövs distrikt.
Socknens areal är 31,05 kvadratkilometer varav 30,53 land. År 2000 fanns här 640 invånare. Gyllebo slott samt kyrkbyn Östra Vemmerlöv med sockenkyrkan Östra Vemmerlövs kyrka ligger i socknen.

## Administrativ historik
Socknen har medeltida ursprung. Före den 1 januari 1886 (ändring enligt beslut den 17 april 1885) var namnet Vemmerlövs socken. En del av socknen, Hyllinge, tillhörde före 1889 Luggude härad i Malmöhus län och överfördes då till samma härad och län som övriga socknen.
Vid kommunreformen 1862 övergick socknens ansvar för de kyrkliga frågorna till Vemmerlövs församling och för de borgerliga frågorna bildades Vemmerlövs landskommun. Landskommunen uppgick 1952 i Tommarps landskommun som 1969  uppgick i Simrishamns stad som 1971 ombildades till Simrishamns kommun. Församlingen uppgick 2003 i Stiby församling.
1 januari 2016 inrättades distriktet Östra Vemmerlöv, med samma omfattning som församlingen hade 1999/2000.  
Socknen har tillhört län, fögderier, tingslag och domsagor enligt vad som beskrivs i artikeln Järrestads härad. De indelta soldaterna tillhörde Södra skånska infanteriregementet, Skytts kompani och Skånska dragonregementet, Cimbrishamns skvadron, Svabeholms kompani.

## Geografi
Östra Vemmerlövs socken ligger nordväst om Simrishamn kring Gyllebosjön. Socknen är en odlingsbygd med kuperad skogsbygd i norr.

## Fornlämningar
Boplatser från stenåldern är funna. Gravhögar från bronsåldern är funna. Från järnåldern finns ett gravfält och domarringar.

## Namnet
Namnet skrevs 1447 Withmundhälöff och kommer från kyrkbyn. Förleden innehåller troligen mansnamnet Withmund. Efterleden innehåller löv, 'arvegods'..